# Phajo Druggom Shigpo
| Tibetische Bezeichnung                           |
| ------------------------------------------------ |
| Tibetische Schrift: ཕ་ཇོ་འབྲུག་སྒོམ་ཞིག་པོ              |
| Wylie-Transliteration: pha jo 'brug sgom zhig po |

Phajo Druggom Shigpo (tib.: pha jo 'brug sgom zhig po; 1184–1251 oder 1208–1275) war ein meditativer Asket der sich im 12. Jahrhundert entwickelnden Drugpa-Kagü-Schule (Khams-pa ʼBrug-pa Dkar-brgyud-pa), der seine Lehre in Bhutan verbreitete. Heilige Stätten, die ihm und seinen Nachkommen in Verbindung gebracht werden, stehen auf der vorläufigen Liste Bhutans für die Eintragung in die UNESCO-Liste des Weltkulturerbes.
Phajo Druggom Shigpo war ein Schüler von Tsangpa Dorje (1161–1211). Er folgte der Prophezeiung seines Meisters und reiste in das Königreich Bhutan im Süden Tibets, um das Dharma zu predigen. Er gründete eine Reihe von Drugpa-Klöstern im Gebiet von Bhutan, darunter das Phajoding-Kloster und das Tango-Kloster.
Eine bei der Nationalbibliothek von Bhutan in Thimphu erschienene jüngere Biographie stammt von Yonten Dargye und Per Kjeld Sørensen (2001).